# Tchardak

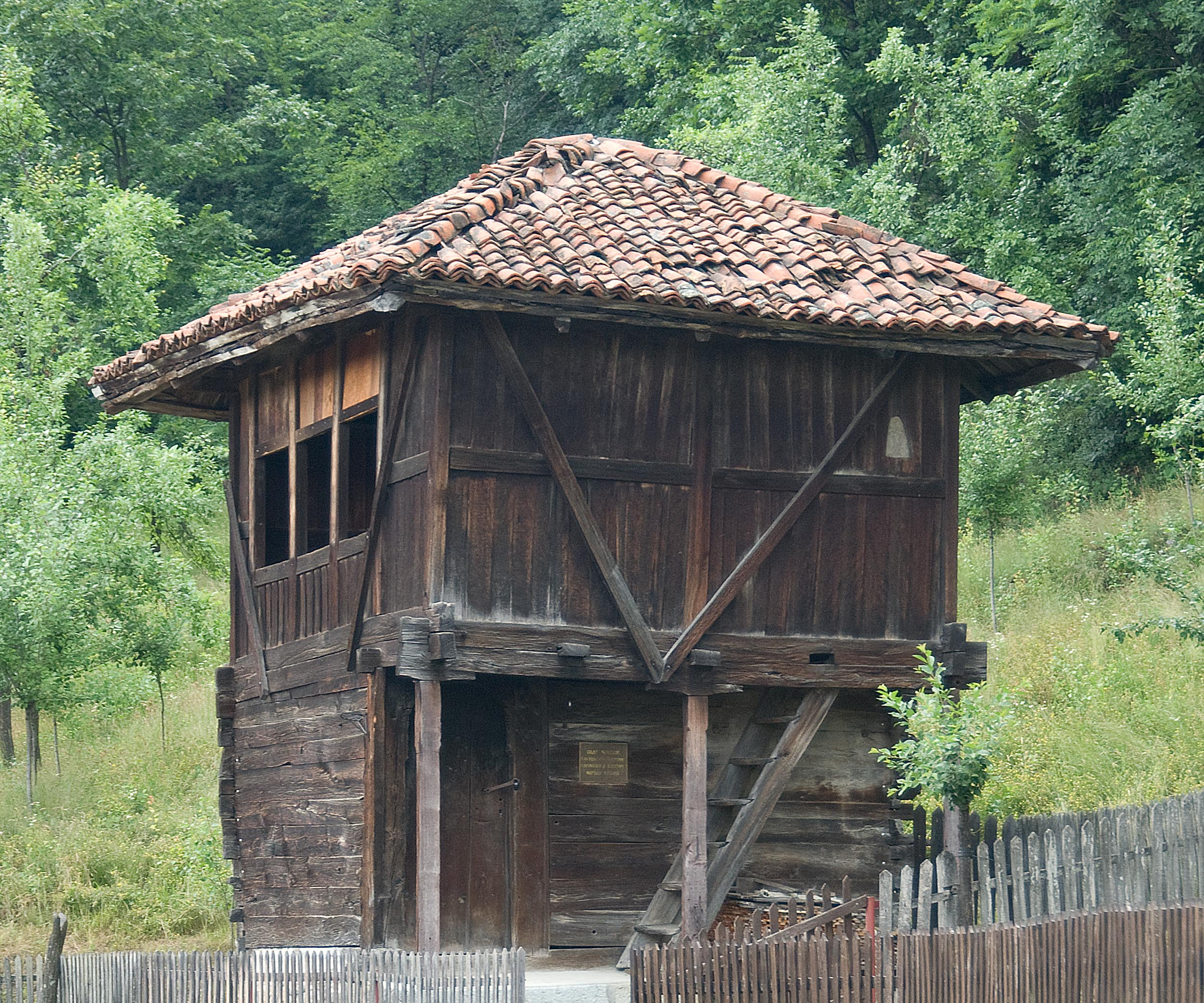
Tchardak, 1771

Un tchardak (en croate Čardak, en serbe et bulgare Чардак) est une maison typique des Balkans. Elle a normalement un premier étage inférieur fortifié et un étage supérieur en bois. Elle était utilisée comme un fortin protecteur.